# Xylophanes ploetzi
Xylophanes ploetzi là một loài bướm đêm thuộc họ Sphingidae. Loài này có ở Surinam, French Guyana và Venezuela.
Nó tương tự như Xylophanes depuiseti và Xylophanes adalia. Mỗi năm loài này có thể có nhiều thế hệ.
Ấu trùng có thể ăn các loài Rubiaceae và Malvaceae.